# Actimel

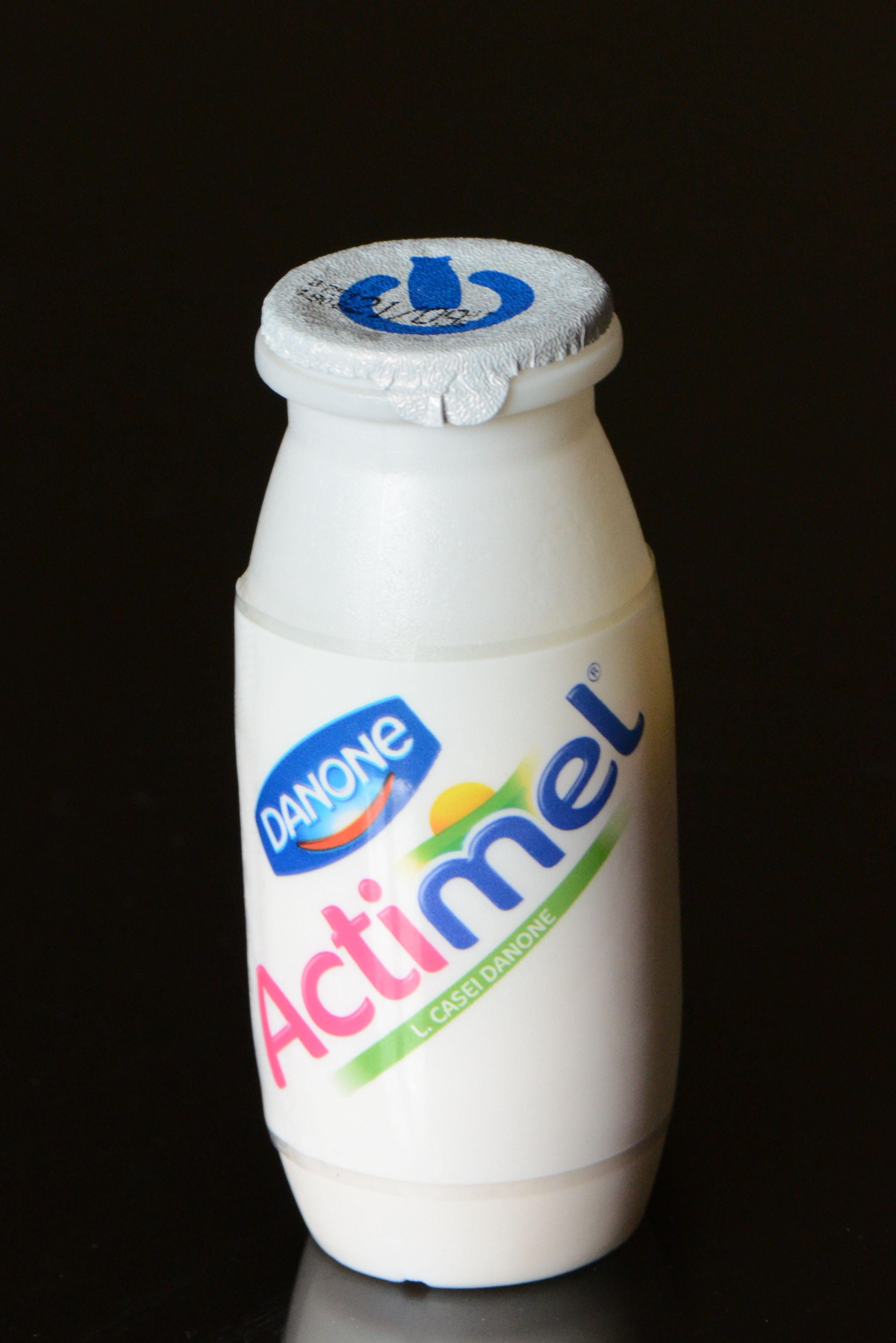
Bouteille d'Actimel en 2013

Actimel (DanActive aux États-Unis et au Canada) est une boisson belge lancée en Belgique en 1994 appartenant au groupe Danone. Son nom vient de « actieve melk » qui signifie en néerlandais « lait actif ».  
Actimel existe sous forme de « bouteille-dose » de 100 ml et est constitué de lait fermenté liquide contenant des probiotiques transformés.
Ce fut l'un des premiers « alicaments » (terme du jargon de l'industrie agroalimentaire) mis sur le marché, après Yakult (Japon).

## Lactobacillus caseiDN-114001
Le principal argument de vente de ce produit est la présence de la bactérie Lactobacillus casei DN-114001 (appelée commercialement L. casei defensis) dans ses ingrédients, censée « renforcer les défenses naturelles du corps », chaque dose de 100 ml contenant près de 10 milliards de ces bactéries probiotiques, en plus des bactéries naturellement présentes dans les yaourts (L. delbrueckii subsp. bulgaricus et Streptococcus thermophilus). Les allégations santé de ce produit ont fait l'objet d'un recours collectif en janvier 2008 aux États-Unis,. Les consommateurs américains impliqués dans cette action visaient à prouver que « les vertus santé avancées […] n'étaient pas prouvées ». Le groupe Danone a proposé de régler à l'amiable ce litige en proposant 35 millions de dollars de dédommagement aux plaignants et a également modifié l'emballage de son produit pour y faire disparaître le mot « immunité ».

## En France
En 2002, en France, Danone organise un concours consistant à collectionner des points sur divers produits de la marque Actimel, pour pouvoir se procurer le jeu vidéo « Actimel contre les Mégakrasses », qui est un jeu d'action où le joueur incarne un membre de l'« Équipe Actimel » qui doit aider à défendre le corps d'un humain infecté par des « Mégakrasses ». Ce type de promotion a pour intérêt d'exposer l'éventuel consommateur à la marque Actimel pour un temps bien plus long que lors d'un simple spot publicitaire à la télé.
Dans une revue scientifique du groupe Nature de septembre 2009, le micro-biologiste Didier Raoult suggère que « les yaourts et les boissons lactées aux probiotiques, depuis près de vingt ans, auraient leur part de responsabilité dans l'épidémie d'obésité… »,.
Ce professionnel de la santé déclare également : « les probiotiques sont utilisés comme promoteurs de croissance dans le « secteur agricole ». De nouvelles études devraient être effectuées pour confirmer qu'ils soient sûrs pour l'usage chez l'homme ».

## En Europe
En 2009, Danone a encore des allégations d'immunité inscrites sur les étiquettes de ses produits Actimel ou dans ses publicités, avec par exemple comme slogan : « aider à renforcer vos défenses naturelles ». Danone cherche à obtenir des autorisations de l'Autorité européenne de sécurité des aliments et modifie ses prétentions concernant l'immunité au profit d'une allégation de défense intestinale. Ainsi, en août 2009, son dossier comporte une demande concernant la réduction des maladies centrée sur la diarrhée. Danone s'appuie sur une vingtaine d'études,. Mais, anticipant un échec, le groupe Danone annonce le 15 avril 2010 qu'il retire sa demande de validation des produits Activia et Actimel auprès de l'Autorité européenne de sécurité des aliments,. Danone adapte ses publicités en Europe, abandonnant notamment ses allégations anti-virales. D'autres moyens de promotion sont utilisés : notamment Danone promeut Actimel en sponsorisant de courts programmes télé regardés par les enfants et portant sur le fonctionnement du système immunitaire humain.
Le 8 décembre 2010, l'autorité européenne de sécurité des aliments (AESA) rejette les arguments de Danone qui soutenaient un lien entre la consommation d'Actimel et la réduction du risque de diarrhées chez des personnes âgées en milieu hospitalier. À partir de l'hiver 2010, pour la première fois, Danone ne peut plus appuyer la promotion d'Actimel sur des allégations de santé.

## Composition
Le yaourt à boire Actimel est un produit laitier, il est donc transformé à partir de lait, ingrédient principal (87,4 %). Il s'agit d'un lait fermenté à partir de Lactobacillus casei, ferment exclusif breveté par Danone. On retrouve majoritairement du lait demi-écrémé (55,9 %), du lait écrémé reconstitué à base de poudre et de concentré (29,4 %), de la crème (1,9 %) et du concentré de minéraux du lait (0,2 %). Ainsi, ce produit présenterait toutes les propriétés organoleptiques et nutritionnelles du lait. Le yaourt à boire Actimel Original est également composé de sucre liquide (saccharose 7,3 %), de dextrose, ainsi que des vitamines B6 et D[réf. nécessaire].